# Tebiauea
Tebiauea (auch: Tabiauea, Te Bieauea) ist ein Ort im Osten des Maiana-Atolls in den zum Inselstaat Kiribati gehörenden Gilbertinseln im Pazifischen Ozean mit einer Landfläche von 0,53 km². 2020 hatte der Ort 305 Einwohner.

## Geographie
Tebiauea liegt im Osten des Haupt-Motus von Maiana zwischen Raweai im Süden und Teitai im Norden.

## Klima
Das Klima ist tropisch heiß, wird jedoch von ständig wehenden Winden gemäßigt. Ebenso wie die anderen Orte des Maiana-Atolls wird Tebiauea gelegentlich von Zyklonen heimgesucht.